# Aleksandra Mel'ničenko
Aleksandra Mel'ničenko nata Nikolić (in serbo Александра Мељниченко?; Belgrado, 21 aprile 1977) è una modella e cantante serba, miliardaria, filantropa, sposata con l'uomo d'affari russo e miliardario Andrej Mel'ničenko.
Nel 2022 Andrej Mel'ničenko, colpito dalle sanzioni per l'invasione russa dell'Ucraina, ha blindato le sue proprietà trasferendole alla moglie.

## Biografia
Aleksandra Nikolić è nata e cresciuta a Belgrado, capitale dell'ex Jugoslavia, da padre serbo e madre croata  Suo padre era un ingegnere architettonico e la madre un'artista. Dallo scioglimento della Jugoslavia, Aleksandra ha tenuto sia la cittadinanza serba che quella croata. Ha studiato all'11° Ginnasio di Belgrado, prima di iscriversi alla Facoltà di Management Internazionale a Belgrado. 
All'età di 15 anni, mentre frequentava ancora il liceo e prima di iscriversi all'università, Aleksandra si è lanciata in una prima carriera di successo nella moda, ottenendo riconoscimenti internazionali come modella e, dal 1996, fama regionale come membro del cast originale della band femminile leader dei Balcani “Models”. È tornata a fare la modella a tempo pieno nel 1998, lavorando con le principali agenzie internazionali mentre viveva nelle capitali europee della moda.
Nel 2003, in Francia, Aleksandra ha incontrato l'imprenditore russo Andrej Melnichenko. La coppia si è sposata due anni dopo il loro primo incontro, nel settembre 2005, e ha iniziato a trascorrere una vita internazionale tra continenti e paesi diversi. Hanno una figlia (2012) e un figlio (2017). I due possiedono due superyacht progettati da Philippe Starck: il Sailing Yacht A e il Motor Yacht A che, secondo quanto riferito, sono costati rispettivamente 500 milioni di dollari e 350 milioni di dollari per la costruzione e sono considerati "uno dei superyacht più avanzati sull'acqua" con "innovazioni rispettose dell'ambiente".